# Commenchon
Commenchon ist eine französische Gemeinde mit 219 Einwohnern (Stand: 1. Januar 2022) im Département Aisne in der Region Hauts-de-France. Sie gehört zum Arrondissement Laon, zum Kanton Chauny und zum Gemeindeverband Chauny-Tergnier-La Fère. Die Einwohner werden Commenchonois und Commenchonoises genannt.

## Geografie
Die Gemeinde Commenchon liegt sechs Kilometer nordwestlich von Chauny. Umgeben wird Commenchon von den Nachbargemeinden Ugny-le-Gay im Norden, Caumont im Osten, Béthancourt-en-Vaux im Süden sowie Guivry im Westen.

## Bevölkerungsentwicklung
| Jahr                       | 1962 | 1968 | 1975 | 1982 | 1990 | 1999 | 2005 | 2015 |
| Einwohner                  | 144  | 119  | 115  | 144  | 160  | 155  | 166  | 209  |
| Quellen: Cassini und INSEE |      |      |      |      |      |      |      |      |

## Sehenswürdigkeiten
- Kirche Notre-Dame
- Ehemalige Abtei Saint-Éloi-Fontaine

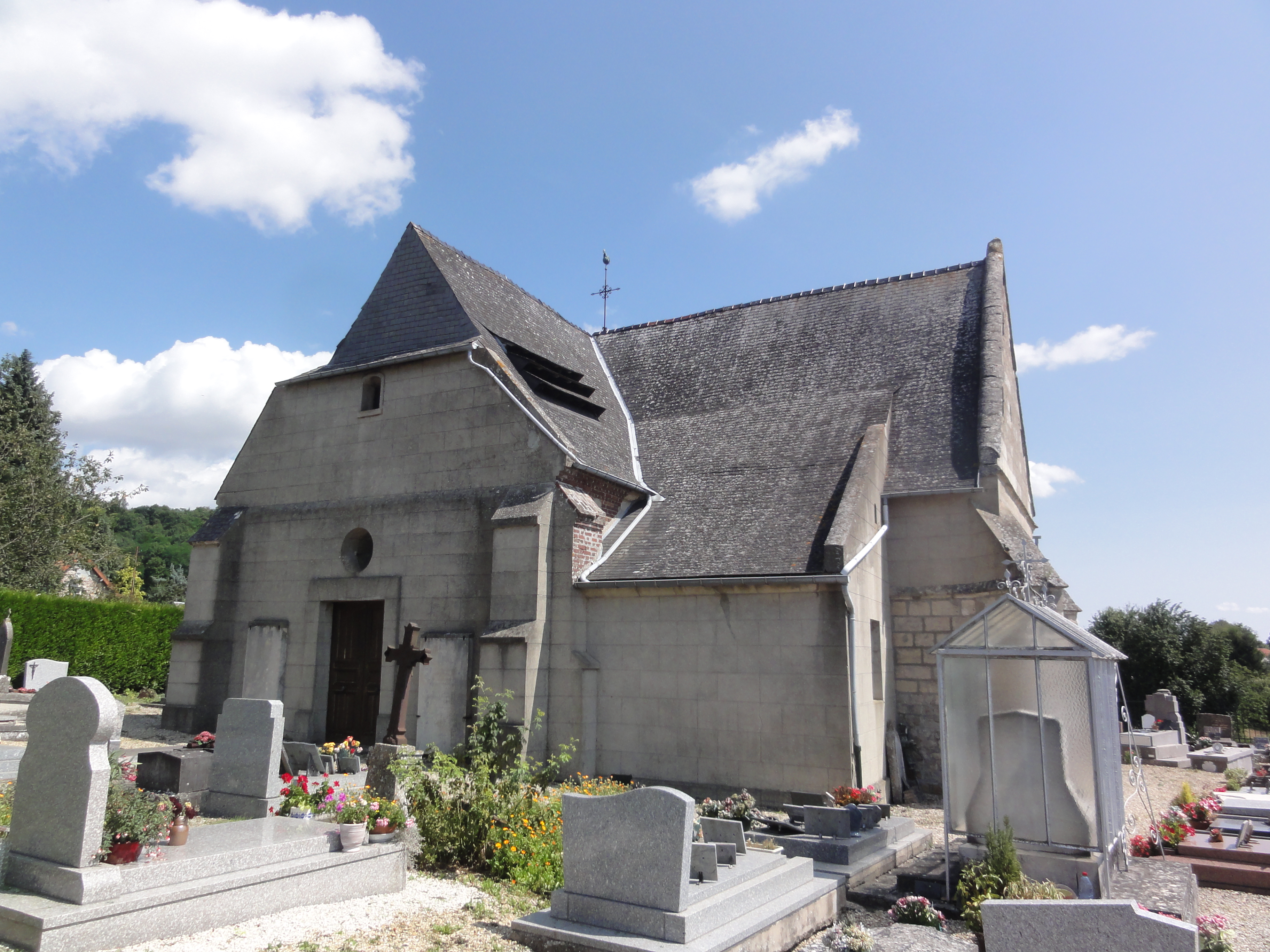
Kirche Notre-Dame
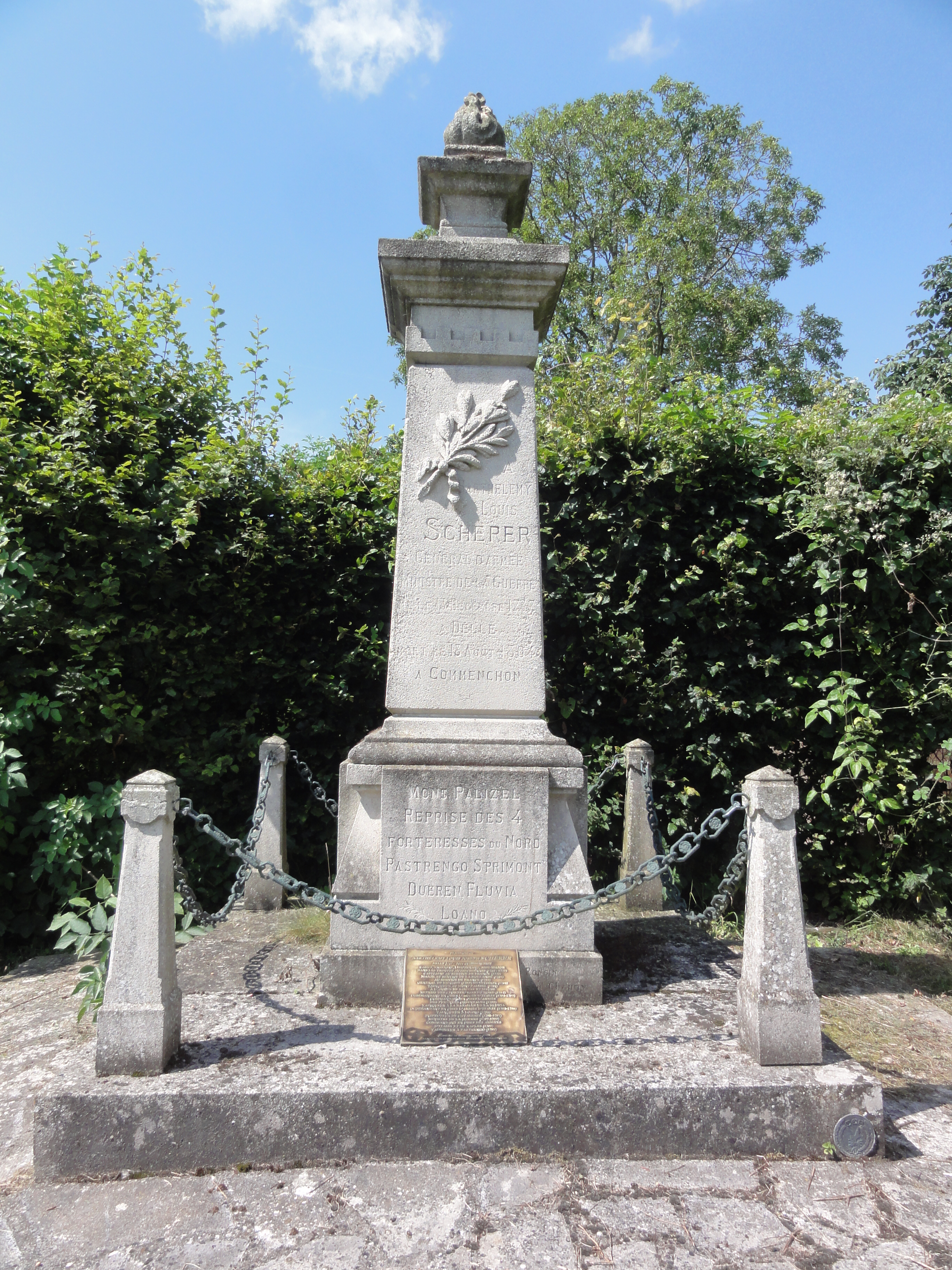
Gefallenendenkmal

## Persönlichkeiten
- Barthélemy Louis Joseph Schérer (1747–1804), französischer General und Kriegsminister, in Commenchon verstorben